# Hesdin
Hesdin là một xã trong vùng Hauts-de-France, thuộc tỉnh Pas-de-Calais, quận (arrondissement) Montreuil-sur-Mer, tổng Hesdin. Tọa độ địa lý của xã là 50° 22' vĩ độ bắc, 02° 02' kinh độ đông. Hesdin nằm trên độ cao trung bình là 26 mét trên mực nước biển, có điểm thấp nhất là 23 mét và điểm cao nhất là 34 mét. Xã có diện tích 0,9 km², dân số vào thời điểm 1999 là 2686 người; mật độ dân số là 2984 người/km².

## Thông tin nhân khẩu
| 1962  | 1968  | 1975  | 1982  | 1990  | 1999  |
| ----- | ----- | ----- | ----- | ----- | ----- |
| 3.010 | 3.105 | 3.248 | 2.977 | 2.713 | 2.686 |

## Nhân vật nổi tiếng
- Abbé Prévost, nhà văn